# Košiarny briežok
Košiarny briežok je rekreační středisko v Slovenském ráji nedaleko Smižan a Spišské Nové Vsi.
Osada patří do katastru obce Smižany a malá část také k městu Spišská Nová Ves.
Košiarny briežok slouží především jako rekreační středisko. Osada je spojena asfaltovou cestou se Smižany a prašnou turisticky značenou cestou se Spišskou Novou Vsí.